# En Avant de Guingamp
En Avant de Guingamp (traducido como Adelante Guingamp) es un club de fútbol francés, de la ciudad bretona de Guingamp. Fue fundado en 1912 y actualmente milita en la Ligue 2, el segundo nivel del fútbol francés. 
El 9 de mayo de 2009 consiguió su primer gran hito a nivel nacional, ganando por 2 a 1 a su rival del derbi bretón, el Stade Rennes, en la final de la Copa de Francia, competición que volvió a ganar en 2014 por 2 a 0 ante el mismo rival.
Desde el ascenso en 2013, el club se queda en la Ligue 1 hasta que desciende en la temporada 2018/19 al ser el último lugar de la liga entre 20 equipos.

## Historia
Los orígenes del club se remontan a 1912, cuando M. Deschamps, director de l'école primaire supérieure de garçons de Guingamp, creó un club polideportivo llamado «En Avant». Durante sus primeras décadas de existencia, el club se configuró como un equipo modesto, accediendo en 1929 a disputar la Division d'Honneur, máxima categoría de las ligas regionales de fútbol que hay en Francia.
Proclamarse campeón de la Copa de Francia ha sido una proeza única para este conjunto, que no parecía destinado a grandes metas hasta la llegada a la presidencia de Noël Le Graët en 1972. Este empresario y político de 68 años es clave en la historia del club al que todavía dirige, aunque con un paréntesis entre 1991 y 2002 debido a que fue elegido presidente de la Liga Nacional de Fútbol; con él en la presidencia, el club llegó a la segunda división en la temporada 1977-78. En la campaña 1992-93, la reestructuración de dicha división (pasó de dos grupos a uno solo) le mandó a la tercera categoría. Parecía que la gran época de este minúsculo club había pasado, pero simplemente fue un paso atrás para tomar impulso. A la campaña siguiente retornó a la segunda división, pasando como una exhalación para ascender por primera vez en su historia a la Ligue 1, máxima categoría del fútbol galo.
Fueron tres temporadas inolvidables con los grandes. La pequeña villa bretona se medía a París, Nantes, Lyon o Burdeos. Consiguió hitos históricos, como la clasificación para la Copa de la UEFA (previa conquista de la Copa Intertoto) o disputar la final de la Copa de Francia de 1997, cayendo ante el Niza en la tanda de penaltis. La campaña siguiente descendió, pero dos años después regresó a la máxima categoría.
La temporada 2002-03 fue la mejor del club bretón en la Ligue 1, acabando en el séptimo puesto; es fácil de entender esta clasificación al ver a su delantera, formada por Didier Drogba y Florent Malouda. Sin embargo, ambas figuras emigraron y el equipo volvió a descender una temporada más tarde.
Tras mantenerse con gran decoro en la Ligue 2 durante los últimos años, el Guingamp no desaprovechó la segunda oportunidad que le brindó el fútbol conquistando la Copa. Los dos goles logrados por el brasileño Eduardo Ribeiro remontaron el tanto inicial del Rennes, en once minutos mágicos que llevaron la alegría a una humilde villa de menos de ocho mil habitantes que jamás olvidará el 9 de mayo de 2009.
El 3 de mayo de 2014, se repite la final del 2009 entre las escuadras bretonas; el Guingamp logra superar al Rennes, esta vez por 2 a 0 y obtener por segunda vez la Copa de Francia: una nueva alegría para los rojinegros.

## Rivalidades
1. Stade Brestois
2. FC Lorient
3. Stade Rennais

## Datos del club
- Temporadas en la Ligue 1: 6
- Temporadas en la Ligue 2: 20
- Mejor puesto en la liga: 7º (temporada 2002/2003)
- Peor puesto en la liga: 18º (temporada 2003/2004)

## Jugadores

### Plantel actual

#### Altas y bajas 2019–20
| Altas   | Altas    | Altas       | Altas | Altas |
| Jugador | Posición | Procedencia | Tipo  | Costo |
| ------- | -------- | ----------- | ----- | ----- |

| Bajas   | Bajas    | Bajas   | Bajas | Bajas |
| Jugador | Posición | Destino | Tipo  | Costo |
| ------- | -------- | ------- | ----- | ----- |

## Récords

### Más presencias en el club
| #  | Nombre          | Partidos |
| -- | --------------- | -------- |
| 1° | Claude Michel   | 386      |
| 2° | Stéphane Carnot | 307      |
| 3° | Alain Thiboult  | 306      |
| 4° | Loïc Jouan      | 298      |
| 5° | Jacky Vidot     | 274      |

### Máximos goleadores
| #  | Nombre             | Goles |
| -- | ------------------ | ----- |
| 1° | Stéphane Guivarc'h | 69    |
| 2° | Lionel Rouxel      | 65    |
| 3° | Thibault Giresse   | 52    |
| 4° | Stéphane Carnot    | 51    |
| 5° | Fabrice Fiorese    | 37    |

## Gerencia
| Puesto                      | Nombre             | País    |
| --------------------------- | ------------------ | ------- |
| Presidente                  | Bertrand Desplats  | Francia |
| Vicepresidente              | Frédéric Legrand   | Francia |
| Presidente de la Asociación | Jean-Paul Briand   | Francia |
| Director Administrativo     | Laurent Defains    | Francia |
| Director Comercial          | Bernard Cartier    | Francia |
| Director de Comunicaciones  | Christophe Gautier | Francia |

## Palmarés

### Torneos Nacionales (7)
- Championnat National (1): 1994
- Copa de Francia (2): 2009, 2014
  - Subcampeón de la Copa de Francia (1): 1997
- Coupe de Bretagne (2): 1975, 1979
- Championnat de l'Ouest (2): 1976, 1984
- Subcampeón Copa de la Liga de Francia (1): 2019.

### Torneos internacionales (1)
- Copa Intertoto de la UEFA (1): 1996